# Юлиус Маги
Юлиус Михаел Йоханес Маги (на немски: Julius Michael Johannes Maggi) е швейцарски предприемач, кулинар и изобретател. Създател на компанията „Маги“ (по-късно част от „Нестле“).

## Биография
Юлиус Маги е пето от шест деца на мелничаря Михаел Маги и неговата жена Софи. Роден е на 9 октомври 1846 година в швейцарското село Фрауенфелд, близо до Цюрих.
Още от ранни години Юлиус се интересува живо от мелничарския бизнес на своя баща. Още на 21-годишна възраст заема длъжност заместник-директор на най-модерната мелница в Европа, намираща се в Будапеща, Унгария. На 23-годишна възраст се връща в Швейцария, поемайки управлението на бащината мелница. През 1872 година създава компанията „Julius Maggi & Co.“, а през 1874 година придобива още две мелници в Шафхаузен и Цюрих, ставайки един от най-големите производители в този бранш в Швейцария.

## Създаване на „Златното кубче на Маги“
През 1883 година Маги намира начин да съхранява дълго време ароматните златисти месни бульони, в изсушен и пресован вид. Гордият изобретател нарича продукта с името „Златното кубче на Маги“ (Maggi Kub d'Or) и започва производство в сравнително малки обеми. Популярността на новия продукт надминава всички очаквания. Швейцарските домакини са възхитена от начина да се приготви супа от едно кубче, с вкус, не отстъпващ по нищо на този, приготвен от традиционното варене на месо или зеленчуци. Разработвайки начин за изпичане на богати на витамини бобови растения (като боб, грах, леща и др.), в края на 1884 година „Маги“ пуска на пазара за първи път свой продукт от смлени бобови растения.
През 1886 година започва производството на готови супи, които са опаковани в пакети, а асортиментът им е от 3 вида. Скоро след това компанията отваря офиси в най-големите градове в Европа – Париж, Милано, Прага, Амстердам, а също така складове за разпространение във Виена, Лондон, както и в Ню Йорк.

## Реклама
Още през 1886 година Маги създава агенция под името „Реклама и преса“.
Той е известен като привърженик на агресивната рекламна кампания. За популяризацията на бульонните кубчета той разгръща мащабна рекламна кампания, използвайки не само печатните издания, афиши, листовки и плакати, но и дегустации. Например, за привличане на вниманието на потребителите към неговите продукти, компанията раздава безплатни мостри с пробни опаковки по улиците, с посланието: „Вземете безплатно, просто пробвайте.“
Рекламните продукции в компанията продължават и след смъртта на основателя ѝ, през 1912 година.

## Световни войни и обединяване с „Нестле“
През 1901 година компанията вече е един от лидерите на пазара. Откриват и първото предприятие за производство зад граница, и то не къде, а във Франция – страната законодател на световната кулинария.
По време на Първата световна война, благодарение на огромните държавни поръчки, компанията успява да укрепи своето положение. Асортиментът на компанията непрекъснато се увеличава. Еднообразната каша, раздавана на войниците на фронта, дотолкова им дотегнала, че увеличава популярността на „Маги“ сред войниците. Бойците с удоволствие се хранели с пилешка супа, приготвена от бульоните на „Маги“.
Началото на Втората световна война и пълния контрол върху икономиката забавят развитието на компанията и тя за първи път започва да изпитва трудности. От 1947 година компанията е част от най-големия производител на хранителни продукти в света – корпорацията „Нестле“.